# Bandes de Hartmann-Lüders
Les bandes de Hartmann-Lüders ou lignes de glissement sont la conséquence ultime de la localisation des déformations plastiques dans les aciers à bas carbone soumis à de la traction ou du cisaillement. Leur existence a été signalée dès le XIXe siècle par l'officier du génie Guillaume Piobert et l'universitaire allemand W. Lüders. Le commandant Hartmann, directeur des ateliers de l'artillerie à Puteaux, est parvenu à les mettre en évidence. La formation de telles bandes est favorisée par l’effet Portevin-Le Chatelier, c'est-à-dire la localisation des dislocations par des atomes interstitiels (dans les aciers, typiquement du carbone et de l'azote), autour desquels se condensent naturellement des « atmosphères » ou « zones. »

Figure 1: Déformations d'une éprouvette de traction (alliage à mémoire de forme) au cours d'un cycle charge décharge montrant les bandes de Lüders. Mesure réalisée par corrélation d'images.

Comme les concentrations de contrainte se forment dans les angles vifs des éprouvettes de traction, c'est en ces points que les bandes de glissement apparaissent d'abord ; mais leur formation dépend essentiellement de la taille de grain microscopique (c'est-à-dire de la microstructure) et de la géométrie de l'éprouvette. Par exemple, une éprouvette à section carrée tend à développer davantage de plans de glissement qu'une barre de section circulaire faite du même métal.
La formation d'une bande de Hartmann-Lüders est précédée par une plastification et une chute de la contrainte : elle matérialise la frontière entre la zone plastique et la zone encore élastique du métal. Les bandes de Lüders s'amorcent généralement à une extrémité de l'échantillon et se propagent vers un bord opposé. En se propageant, elle forme un angle caractéristique d'environ 50–55° avec l'axe de traction  de l'échantillon. Dans cette phase de propagation, la courbe contrainte-déformation nominale présente un plateau. Une fois qu'elle débouche à l'autre extrémité de l'échantillon, la déformation reprend un accroissement monotone avec écrouissage. Parfois, en changeant la température ou le taux de déformation, les bandes de Hartmann-Lüders provoquent un effet Portevin–Le Chatelier ce qui implique que les deux phénomènes sont liés.